# Nervio iliohipogástrico
El nervio iliohipogástrico es la rama superior del primer nervio lumbar (L1). Nace de un tronco común con el nervio ilioinguinal del cual se separa inmediatamente después del borde lateral del músculo psoas mayor.
El nervio iliohipogástrico cruza oblicuamente la superficie del músculo cuadrado lumbar, por posterior al riñón, y hacia la cresta ilíaca. Perfora el transverso del abdomen y sigue entre éste y el oblicuo interno, dando ramas a ambos músculos. Por encima de la cresta ilíaca, emite su ramo cutáneo lateral, que atraviesa los oblicuos interno y externo para inervar la piel de la zona glútea postero lateral.
El resto del nervio se llama ramo cutáneo anterior, el que atraviesa el oblicuo interno en relación con la espina ilíaca anterosuperior. Pasa a la piel encima del anillo inguinal superficial, donde inerva la piel de la región hipogástrica y pubis.
Nervio iliohipogástrico (superior): Da un pequeño ramo hacia las regiones laterales, y terminar inervando la región glútea, sensitivamente, por un ramo denominado clúneo.